# Caverna Torras
A caverna Torras é uma gruta localizada na cidade de Andaraí, próxima ao povoado de Igatu, na Chapada Diamantina, região central do estado brasileiro da Bahia. "Esta caverna é um imenso conduto em forma de túnel, e a cada estação chuvosa ela é inteiramente lavada".
Situada numa altitude de 618 metros, fica perto de Igatu. Há sinais de alargamento em seu interior, alguns podendo ter causas naturais e outras antrópicas decorrentes do garimpo que ali se efetuou, cujo registro está nos muros de arrimo erguidos no seu interior, bem como por depoimento dos guias, que informam ainda existirem em torno de duas dezenas de "grunas" como esta nos arredores.
A existência de bagres troglóbios ali é objeto de estudo pela Universidade Federal de São Carlos e seu mapeamento foi realizado pelo "Grupo Bambuí de Pesquisas Espeleológicas".